# Правосудие бессильно
Правосудие бессильно (англ. Beyond Justice) — итальянский приключенческий фильм 1992 года. Фильм имеет вторую версию для телевидения, как мини-сериал под названием «Принц пустыни» (итал. Il principe del deserto).

## Сюжет
Кристина Сандерс  – президент могущественной корпорации. Она встречает своего бывшего мужа, араба по имени Мулет, с которым она рассталась более десяти лет назад. Мужчина рассказывает, что приехал из Марокко, чтобы увидеть сына, Роберта. Но на следующий день Мулет похищает Роберта и улетает вместе с ним в Марокко, где мальчик должен получить новое имя — Мохаммед — и стать новым эмиром (мальчик унаследует титул от своего деда-эмира, так как старший брат отца был убит, а сам отец недостоин такого титула) . Чтобы вернуть Роберта назад, Кристина решает обратиться за помощью к опытному профессионалу —Тому Бартону, у которого есть большой опыт боевых операций по освобождению заложников на Ближнем Востоке.